# 全球通
全球通是中国移动旗下高端用户品牌，其英文标识是GoTone。品牌理念是“我能”。主要面向商务人士、事业成功人士等通信消费多的人群。

## 品牌代言人
- 王石
- 邓亚萍
- 刘翔